# 和愚
和愚（1918年—1993年），又名和同计，男，直隶（今河北）唐县人。中华人民共和国政治人物。

## 生平
1944年9月，担任察南十三分区委员兼察南专区抗联副主任。此后担任察北专区抗联会主任，此后担任察哈尔省总工会秘书长。1961年12月，任中共大同市委书记处书记、常务副市长。1965年11月，任中共大同市委副书记。1966年6月，调任中共呼和浩特市委书记处书记、市委副书记。1977年7月，任中共大同市委副书记、市革委会主任。1979年8月，任中共大同市委书记。